# Európai Molekuláris Biológiai Laboratórium

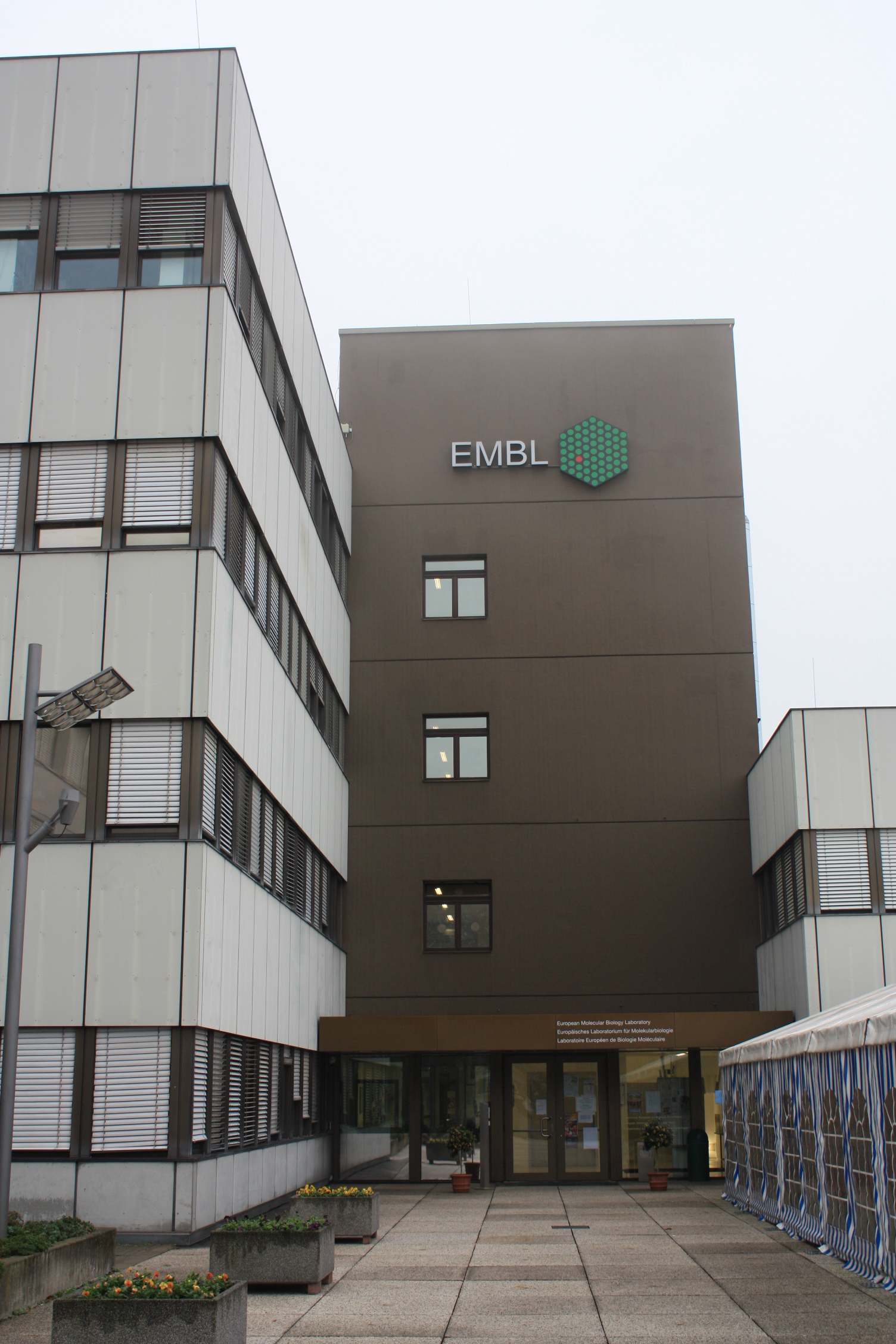
Az EMBL heidelbergi fő laboratóriumi épülete

Az Európai Molekuláris Biológiai Laboratórium (European Molecular Biology Laboratory) molekuláris biológiai kutatóintézet, amelynek jelentős szerepe van a molekuláris biológia terén Európában végzett kutatásokban. A laboratórium egy intézethálózat része, amelyet 20 európai és egy társult ország (Ausztrália) tartanak fenn. Laboratóriumai és intézményei vannak Grenoble-ban, Hamburgban, Heidelbergben, a Cambridge városához közeli Hinxtonben és az olaszországi Monterondóban. Magyarország 2017. április 24-én vált az EMBL teljes jogú tagjává.